# Ліськевич Тарас-Мирослав
Тара́с-Миросла́в Ліське́вич (*17 січня 1912, Яворів — †23 жовтня 1974, Чикаго) — український спортивний та громадський діяч, журналіст, пластун.

## Життєпис
Тарас-Мирослав Ліськевич народився 1912 року в місті Яворів на Львівщині у сім’ї шкільного професора Дмитра Ліськевича та Іванни Гудик. На початку 1920-х років разом з батьками осів у Станиславові. Там навчався у місцевій українській гімназії. Пізніше студіював економіку в місті Познань. Працював у відділі «Промбанку» в Станіславові, а від 1939-го – в централі цієї фінустанови у Львові. 
З гімназійних літ брав активну участь у діяльності «Пласту» та займався спортом. На початку 1930-х разом зі старшим братом Богданом Ліськевичем виступав за футбольну команду УСТ «Пролом» (Станиславів). У 1933-1934 роках спільно з однодумцями став одним з фундаторів місцевої філії Українського Спортового Союзу та Українського Спортового Клубу в рідному місті. Певний час змагався за футбольну дружину УСК. Водночас, як спортивний оглядач, у цю пору співпрацював з часописами «Діло», «Спортові вісти», «Станиславівські вісті». У роки Другої світової війни Тарас-Мирослав Ліськевич став одним з організаторів та керівників спортивного товариства «Черник» у Станиславові (1941–1943 рр.).
Від 1944 року опинився у вимушеній еміграції. Спочатку мешкав в Австрії та Німеччині у таборах для переміщених осіб, а з 1951-го перебрався до США. За океаном працював у дирекції великої меблевої корпорації. У вільний від роботи час провадив активну громадську діяльність в середовищі української діаспори. Був членом Українського народного союзу, Чиказького окружного комітету Станіславщини, головою Чиказької станиці «Пласту».
Перебував у шлюбі з Анною Борковською. Спільно з дружиною виховав сина Тараса Ліськевича – знаного волейбольного фахівця, наставника національної жіночої збірної США з цього виду спорту.
Помер у результаті раптового серцевого нападу 23 жовтня 1974 року. Похований на цвинтарі Святого Миколая в Чикаго. 